# Hippoboscoidea
Hippoboscoidea (лат.) — надсемейство паразитических круглошовных мух из подотряда короткоусых (Brachycera) двукрылых. Более 500 видов, включая муху цеце, кровососок, бескрылых пещерных Mormotomyia hirsuta. Питаются кровью позвоночных животных. 6-й абдоминальный тергит самцов немодифицированный и почти такой же длины, как 5-й тергит; 10-й стернит неразделённый. У самок 6 и 7-й сегменты сравнительно немодифицированные. Вибриссы  у обоих полов недифференцированные. Надсемейство Hippoboscoidea делится на две монофилетические сестринские подгруппы (Glossinidae + Hippoboscidae и Streblidae + Nycteribiidae) и рассматривается сестринской группой к остальным Calyptratae (Muscoidea и Oestroidea). 

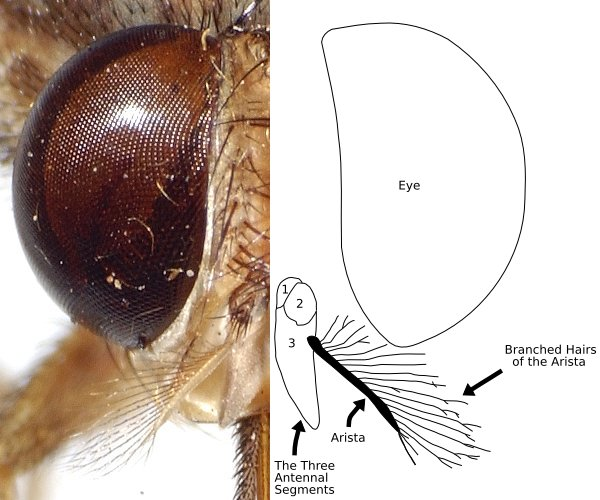
Цеце (Glossinidae), 23 вида
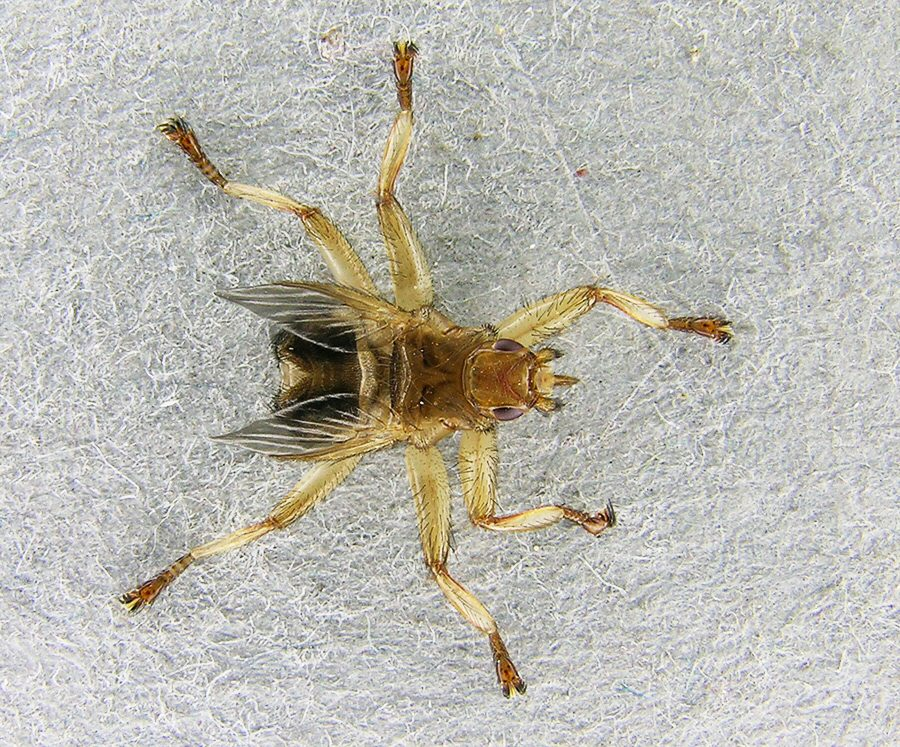
Кровососки (Hippoboscidae), 200 видов
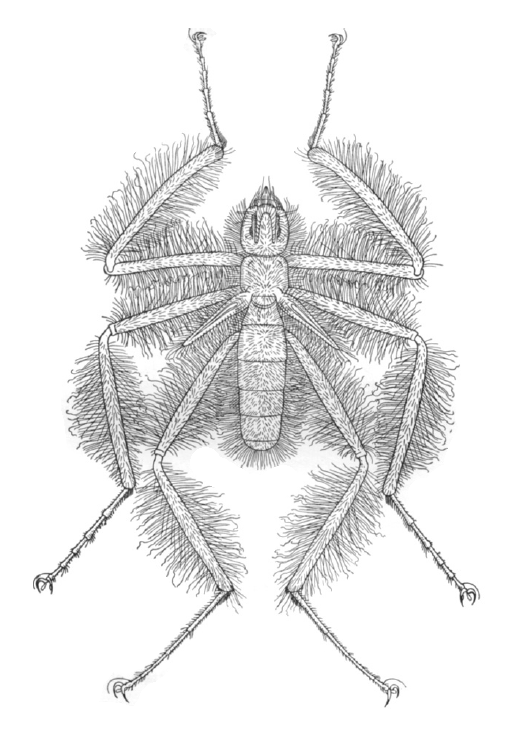
Mormotomyia hirsuta, единственный вид семейства Mormotomyiidae